# Israel Alter

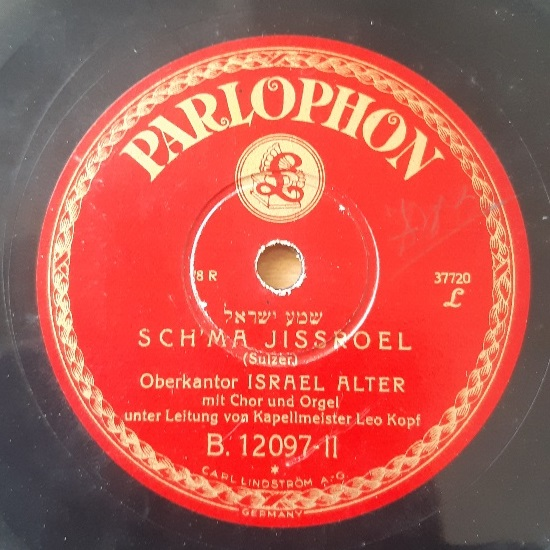
Schallplatte von Israel Alter (Berlin 1929)

Israel Alter (auch: Yisraʾel Alter) (* 23. September 1901 in Lemberg (Galizien), Österreich-Ungarn, heute Ukraine; † 16. November 1979 in New York City) war ein Chasan und letzter Oberkantor in Hannover. Er galt als „der Erste der Chasanim, der Kantor der Kantoren“.

## Leben

### Familie
Israel Alter war der Sohn des Kaufmanns Abraham Juda Alter und seiner Frau Frajda Alter, geborene Klein. Er hatte einen Bruder, der ebenfalls Kantor wurde. Israel heiratete Anna Brenner (* 1901), mit der er die Kinder Eleasar (* 1923) und Klara (* 1926) hatte. 

### Werdegang
Über die Kindheit Israel Alters ist kaum etwas bekannt. Nach Talmud-Studien schon in Lemberg und Beendigung seiner Regelschule besuchte Israel Alter in Wien eine Handelsschule und legte dort 1919 eine Prüfung in verschiedenen Fächern ab. An der Wiener Staatsakademie für Musik und darstellende Kunst nahm er von 1921 bis 1923 Unterricht in den Fächern „Gesang, Chorgesang, Sprech- und Vortragsübung, Mimik und Tanz, Fechten, Klavier, allgemeine Musiklehre und Italienisch“. Zusätzlich wurde Alter bei Jizchak Zwi Halprin, dem Kantor der Hauptsynagoge von Lemberg, in Kantorengesang unterrichtet, so dass Alter sowohl eine klassische sowie kantorale Gesangsausbildung erhielt. Noch während seiner Studien an der Wiener Staatsakademie erhielt Alter mit nur 20 Jahren in Wien seine erste Stelle als Kantor in der Vereinssynagoge Brigittenauer Tempel als Nachfolger von Josef Basser. Im selben Jahr 1921 heiratete Israel seine Frau Anna Brenner.
In Deutschland zur Zeit der Weimarer Republik bewarb sich Israel Alter 1925 auf die Stelle als Oberkantor an der Neuen Synagoge in Hannover, für die er zum 1. Juni 1925 eingestellt wurde. Nebenher hatte er „zahlreiche Auftritte in Synagogen und Konzerthäusern in Europa“, darunter immer wieder auch in Polen, bevor er 1929 und 1930 durch die Vereinigten Staaten tourte und dort, gemeinsam mit dem aus Hannover stammenden Pianisten John Mandelbrod, unter anderem seine ersten beiden Konzerte in der Carnegie Hall gab. Aus dieser Zeit haben sich zahlreiche Presse-Resonanzen erhalten.
Nach der Machtergreifung 1933 durch die Nationalsozialisten und die nach dem Antisemitismus dann auch in Hannover staatlich organisierte Entrechtung und Gewaltherrschaft insbesondere auch gegen Juden emigrierte Israel Alter 1935 anfangs nach Südafrika. Dort wurde er an der größten Synagoge Johannesburgs tätig, der Synagoge der United Hebrew Congregation. 1961 schließlich wanderte Alter in die USA aus, um in New York als Kantor zu arbeiten.

## Nachlass

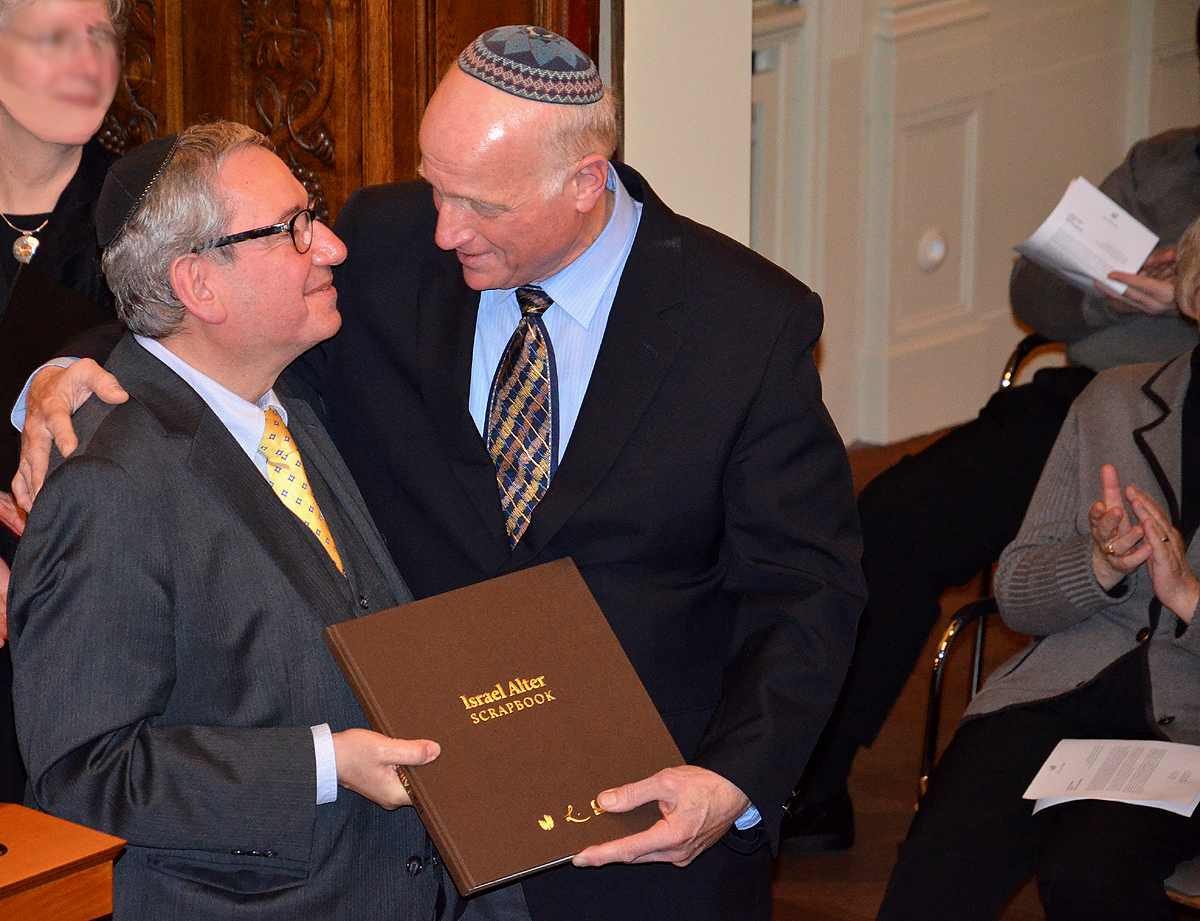
Zwei Freunde in der Villa Seligmann: Andor Izsák (links) und Benjamin Z. Maissner mit dem Faksimile von Israel Alter Srapbook

Im Nachlass von Israel Alter fanden sich unter anderem ein Album mit selbst gesammelten Konzert-Kritiken in verschiedenen Sprachen (siehe im Abschnitt Literatur) sowie historische Aufnahmen von Gesängen Alters auf rund 40 Schellackplatten ab etwa 1930, darunter eine für liturgische Handlungen „eigentlich nicht statthafte“ Aufnahme eines „Seelengebets für die gefallenen Soldaten des Ersten Weltkriegs“. Nachdem 1979 zunächst die Tochter Israel Alters in Tel Aviv die Platten geerbt hatte, gelangten sie in den Besitz des in Toronto tätigen Kantors Benjamin Z. Maissner, einem Neffen Alters. Nach anfänglichen Überlegungen, die originalen Schellackplatten der Hebrew University in Jerusalem zu überlassen, entschied sich Maissner für eine Übergabe an Professor Andor Izsák, den Direktor des Europäischen Zentrums für jüdische Musik, in Hannover. Die Platten sollen nun „ihren Platz dort haben, wo sie entstanden sind.“

## Ausstellungen

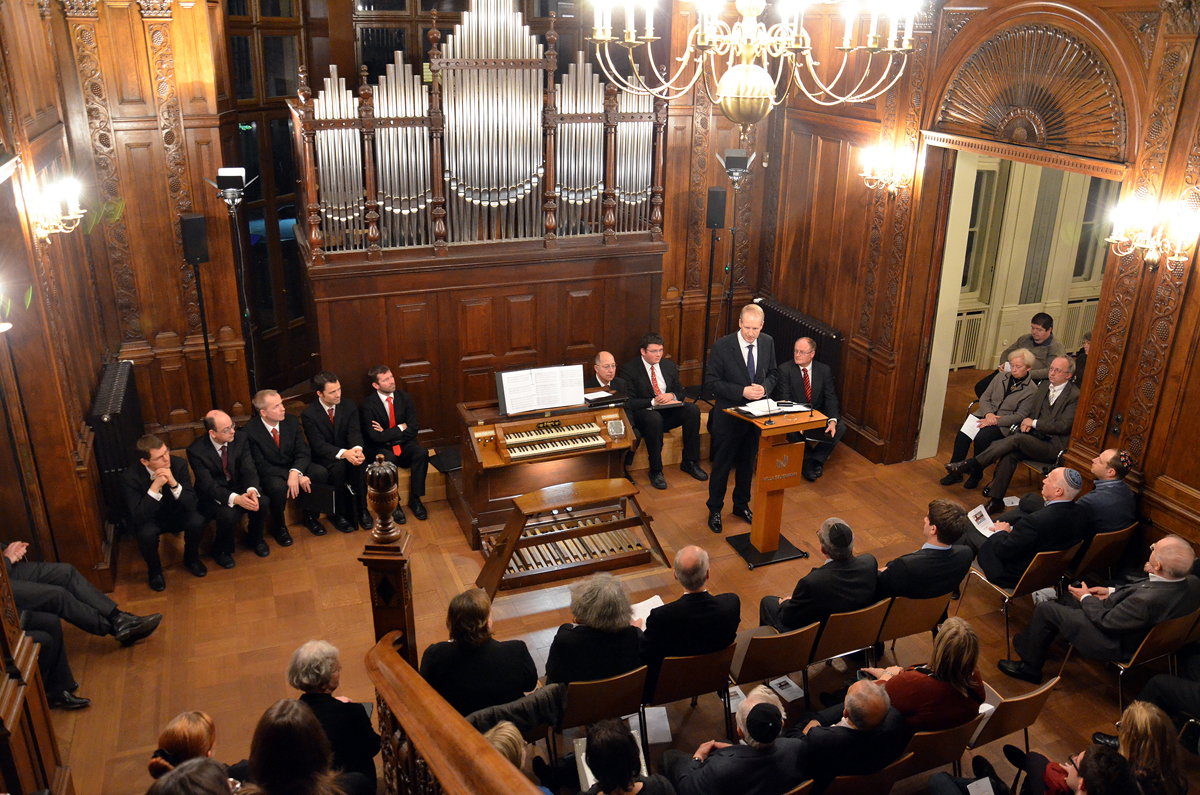
Oberbürgermeister Stefan Schostok zur Ausstellungseröffnung 2013 in der Villa Seligmann

2013 präsentierte die Villa Seligmann in Hannover im Rahmen der Herbsttage der jüdischen Musik 2013 die Ausstellung Israel Alter. Der letzte Oberkantor in Hannover.

## Werke
Das Europäische Zentrum für jüdische Musik hat die auf Schellackplatten gesammelten Werke Israel Alters in einer dreiteiligen Edition Cantor Israel Alter neu auf CD veröffentlicht:
- Vol. 1 Liturgische Gesänge,
- Vol. 2 Jiddische Lieder und
- Vol. 3 Opernarien und Lieder.[5]